# 中央机构编制委员会办公室
中央机构编制委员会办公室，简称中央编办，是中央机构编制委员会的办事机构，是正部级中共中央办事机构。
中央机构编制委员会办公室在中央机构编制委员会领导下，负责全国行政管理体制和机构改革以及机构编制的日常管理工作。中央编办既是中共中央的机构，又是国务院的机构。

## 历史
1949年12月，经中央人民政府政务院批准，决定组建政务院及其所属单位机构编制审查委员会，指导管理中央人民政府政务院及其所属部门机构的机构编制工作。1950年3月，政务院决定成立全国编制委员会，负责管理地方编制，由财政部承担具体工作。
1950年9月，政务院及其所属单位机构编制审查委员会改由人事部承担具体工作，不再保留单设的政务院编制委。1951年12月，政务院决定，将财政部的地方机构编制管理职责划入人事部，政务院及其所属单位机构编制审查委员会、全国编制委员会统一改由人事部第二局编制科等机构承担具体工作。
1954年12月，中华人民共和国国务院成立。经全国人大批准，决定设立国务院人事局，作为国务院直属机构，领导管理国家人事行政工作。国务院编制审查委员会办公室设在国务院人事局。
1955年1月，国务院决定将机构编制与干部工资管理职责整合，组建国务院编制工资委员会办公室，设在国务院人事局。1955年11月，国务院编制工资委员会办公室改由国务院直接领导。
1956年9月，经国务院批准，决定组建国务院编制委员会，作为国务院议事协调机构。国务院编制委员会办公室由国务院管理领导，统一管理全国机构编制工作。1963年5月，成立国家编制委员会，为国务院组成部门。
1973年2月至1973年12月期间，国家编委被撤销，殷承祯、吴庆彤、刘冰清三人小组统筹管理国家机构编制工作。
1973年12月，国务院决定设立国务院机构编制审查小组，负责机构编制管理工作。1975年，全国机构编制工作改由国务院办公室负责，国办设立国务院办公室编制小组。
1978年，经国务院批准，重新组建国家编制委员会，作为国务院直属机构。
1982年，国务院决定将国家劳动总局、国家人事局、国务院科技干部局、国家编制委员会的职责整合，组建中华人民共和国劳动人事部。劳动人事部编制局管理全国机构编制工作。
1987年12月，国务院决定增设国务院机构改革办公室，将劳动人事部的机构编制管理职责划入国务院机构改革办，作为国务院办事机构。
1988年6月，根据全国人大通过的《国务院机构改革方案》，将劳动人事部的人事行政管理职责、国务院机构改革办的机构编制改革职责整合，组建中华人民共和国人事部，作为国务院组成部门。国务院决定组建国家机构编制委员会办公室，与国务院机构改革办公室一个机构两块牌子，由人事部中央机构编制司、地方机构编制司承担工作。
1991年，经中央批准，决定组建中央机构编制委员会，作为中共中央议事协调机构。中央机构编制委员会办公室统一领导管理党和国家机构编制工作，列入中共中央直属机构序列。中央编办设置内设机构10个，即：综合司、政策法规司、行政管理体制改革司、事业单位改革司、一司、二司、三司、四司、监督检查司、机关党委（人事司）。
2013年6月，经国务院批准，国务院行政审批制度改革工作牵头单位由监察部调整为中央编办，国务院行政审批制度改革工作领导小组办公室设在中央编办。
2018年3月，根据中共中央印发的《深化党和国家机构改革方案》，中共中央组织部统一管理中央机构编制委员会办公室。改革后，中央编办设内设机构10个，即：综合局、政策法规局、行政管理体制改革局、事业单位改革局、一局、二局、三局、四局、监督检查局、机关党委（人事局）。

## 职责
根据《中央机构编制委员会办公室职能配置、内设机构和人员编制规定》，中央编办承担下列职责：
1. 研究拟定行政管理体制和机构改革以及机构编制管理的政策和法规。统一管理各级党政机关，人大、政协、法院、检察院机关，各民主党派、人民团体机关的机构编制工作。
2. 研究拟定行政管理体制与机构改革的总体方案，审核党中央各部门、国务院各部门和省级机构改革方案，指导、协调地方各级行政管理体制和机构改革以及机构编制管理工作。
3. 协调党中央各部门、国务院各部门的职能配置及其调整，协调党中央各部门之间、国务院各部门之间、党中央各部门和国务院各部门之间以及各部门与地方之间的职责分工。
4. 审核党中央各部门、国务院各部门、垂直管理部门、派驻地方机构、驻外使领馆的内设机构、人员编制和领导职数；审核省级党委政府厅局机构设置、省级党政群机关人员编制、口岸查验单位机构编制和全国市县机构编制分类、省以下各级党政群机关的人员编制总额。
5. 审核全国人大、全国政协机关及最高人民法院、最高人民检察院机关，各民主党派、人民团体机关的机构设置、人员编制和领导职数。
6. 研究拟定全国事业单位管理体制和机构改革的方案；审核党中央、国务院直属事业单位的机构编制方案；审批党中央、国务院各部门所属事业单位的机构编制；负责事业机构编制管理方面的其他重要事项；指导并协调地方事业单位管理体制改革和机构编制管理工作；负责全国事业单位登记管理工作。
7. 监督检查各级行政管理体制和机构改革以及机构编制的执行情况。
8. 完成中央交办的其它工作任务。

## 机构设置
根据《中共中央办公厅、国务院办公厅关于印发〈中央机构编制委员会办公室机构改革方案〉的通知》（中办厅字〔2000〕30号）、《中央机构编制委员会办公室职能配置、内设机构和人员编制规定》，中央编办设置下列机构：

### 内设机构
- 综合局
- 政策法规局
- 机构改革局
- 一局
- 二局
- 三局
- 四局
- 事业单位登记管理局（国家事业单位登记管理局）
- 监督检查局
- 机关党委（人事局）

### 直属事业单位
- 机构编制研究中心（中国行政体制与机构改革研究中心）
- 机构编制数据中心
- 政务和公益机构域名注册服务中心
- 机关服务中心（机关服务局）

### 主管社会团体
- 中国机构编制管理研究会

## 历任领导
| 中央机构编制委员会办公室主任 1. 赵东宛（1991年7月－1993年5月） 2. 宋德福（1993年5月－2000年12月） 3. 张志坚（2000年12月－2002年9月） 4. 李铁林（2002年9月－2007年7月） 5. 王东明（2007年7月－2012年11月） 6. 汪永清（2012年11月－2013年4月） 7. 张纪南（2013年4月－2019年5月） 8. 周祖翼（2019年5月－2022年4月） 9. 李小新（2022年4月－） | 中央机构编制委员会办公室副主任 …… - 邹铭（2020年2月－？） - 郭沛（2021年2月－） - 张雅林（2022年4月－） - 黄路（2024年11月－） - 王伟峰（2025年6月－） |